# Anatema

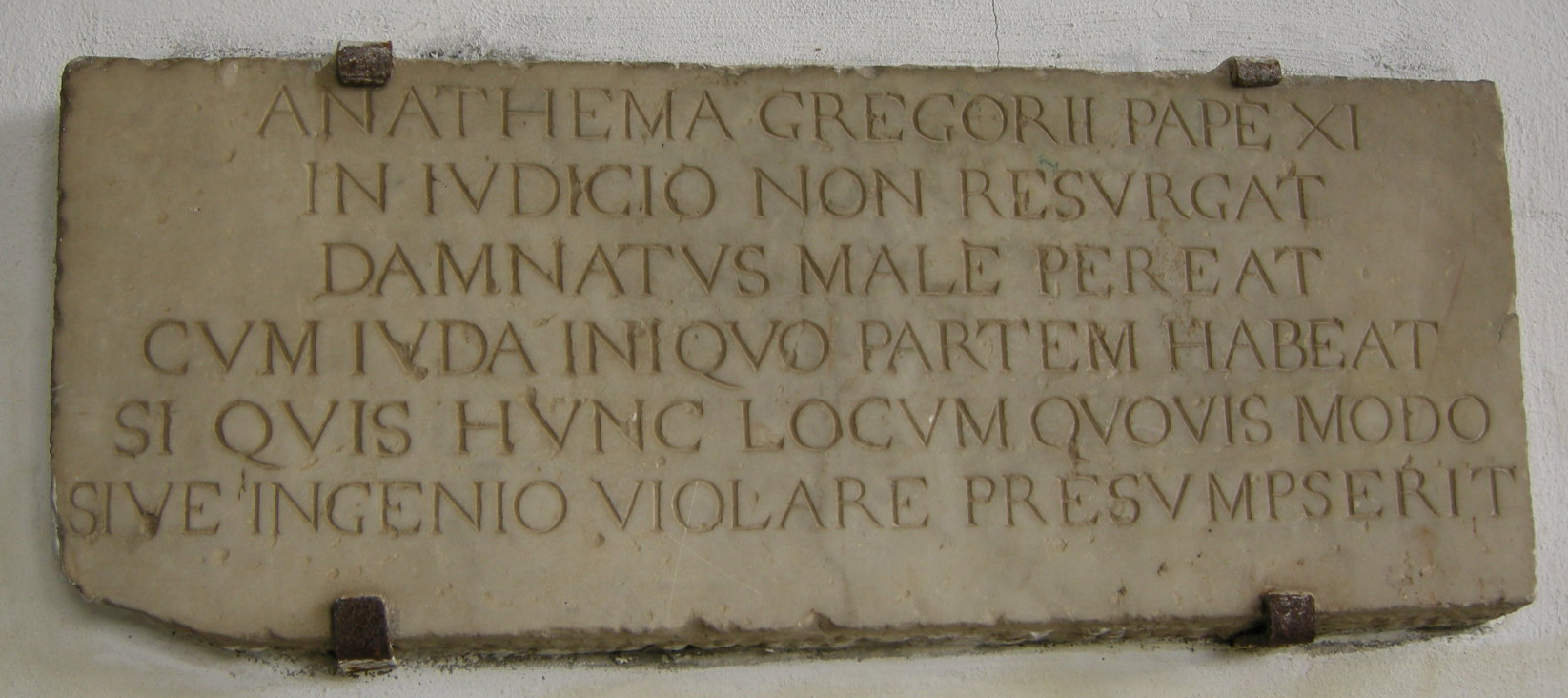
Inscripció en llatí d'un anatema atribuït al papa Gregori XI.

Anatema (del llatí anathema, i aquest del grec ἀνάθεμα, anathema, originalment “ofrena”) és un terme de significació ambigua que pren al Nou Testament el sentit d'una sentència per la que s'expulsava un heretge del si de la comunitat religiosa. És una pena encara més greu que l'excomunió, i es tracta de la màxima sanció imposada als pecadors: no sols queden exclosos dels sagraments, sinó que des d'aquest moment se'ls considera destinats a la condemnació eterna.
A l'Antic Testament, en canvi, anatema es va fer servir per condemnar a l'extermini les persones o coses afectades per la maledicció atribuïda a Déu. L'adaptació del terme greco-hebreu ha portat controvèrsia entre els teòlegs per la seva dificultat interpretativa i les múltiples connotacions que se'n poden derivar.

## Origen de la paraula
Aquest terme en grec antic s'emprava per designar una ofrena feta per un devot als déus. En època cristiana anatema va adquirir la connotació de «maledicció», per exemple, al Nou Testament, influït pel terme hebreu חרם(herem), que apareix a la Septuaginta i que es feia servir en el sentit de «ofert o dedicat al mal».
Posteriorment va significar: 
- Estar formalment separat del si de l'Església.
- Desterrat, exiliat, incomunicat.
- Innominat, de vegades mal interpretat amb el significat de «maleït».

Generalment s'aplica al pitjor dels pecats: la renúncia o desviació de la doctrina cristiana i la desobediència de la màxima autoritat (el papa o el patriarca, segons la comunitat cristiana), també anomenats pecats d'heretgia o cisma.

## Usos i evolució
No és senzill aconseguir una traducció òptima del terme anatema (anathema), sobretot perquè recentment s'ha tornat a associar amb termes benèvols. El significat original de la paraula grega implicava una ofrena als déus, una connotació positiva d'acord amb els criteris espirituals de l'antiga Grècia. Quan la paraula va ser emprada en la Septuaginta (traducció al grec de les Escriptures originals en hebreu), el terme anatema va ser usat per a traduir la paraula hebrea "herem":
"Herem" significa una cosa «oblidada», «fora dels límits», «tabú» o «donada irrevocablement a la destrucció per no acceptar-se», també alguna cosa «maleïda». La paraula hebrea va ser utilitzada en versos com els del Levític 27: 29 per a referir-se a coses ofertes a Déu i també per a referir-se a alguna cosa «fora dels límits» o «apartada de l'ús comú o ordinari» (emprada fora del context religiós).
Com que la paraula grega anathema, que significava «ofrena a Déu», va ser usada per a traduir la paraula herem en el seu context, s'han presentat certes discrepàncies quant a significat i traducció. Tant va ser així que el significat de la paraula grega anathema, sota la influència de la seva associació amb la paraula grega herem, va anar canviant fins abraçar la noció de «separar», mentre que herem, en realitat, tenia un altre tipus de connotació: la paraula donava idea d'alguna «cosa desterrada» o de «cosa considerada sota el judici i condemna de la comunitat».
Per altra banda, en entendre alguna cosa com anatema en el sentit de «cosa maleïda», es cau en una contradicció conceptual, ja que el terme maleir suggereix poders foscos i és més propi de les arts màgiques, les quals sempre van estar prohibides i condemnades pel judeocristianisme.
El terme hebreu era emprat també en el sentit d'«ofrena», no tan sols virtual sinó també real, no adreçada directament a Déu sinó a un sacerdot. En el judaisme posterior a l'exili, el significat de la paraula va cap a una expressió de desgrat de Déu cap a totes les persones, ja fossin jueus o pagans, que no subordinaven la seva conducta a la disciplina de la teocràcia i havien de ser expulsats de la comunitat; es tractava per tant d'un instrument emprat per la sinagoga per purgar els indesitjables o per fer-los reconsiderar la seva actitud.
A l'antiga Grècia, un anathema era qualsevol objecte o pràctica reservats en un temple o apartats com a sagrats per al servei als déus. En aquest sentit, la forma de la paraula va ser utilitzada una vegada (en plural) al Nou Testament, escrit en grec, a Lluc 21: 5: 
«...més tard, quan parlaven alguns respecte al temple, com estava adornat de pedres belles i coses dedicades, van dir "pel que fa a aquestes coses que contemplem, dies vindran que no es deixi aquí pedra sobre pedra, que tot serà enderrocat...» 
En aquest fragment hi ha traduccions que, en comptes de "coses dedicades", hi han posat "regals", mentre que a d'altres es tradueix com "ofrenes votives".
El terme anatema està present també al Llibre de Judit, en què és traduït com a "regal al Senyor". En la Septuaginta, la veu anatema és generalment utilitzada sota els conceptes presos de l'hebreu: la paraula herem, derivada d'una arrel que d'una banda significa «consagrar» i d'altra banda «devoció».
Va ser per la segona accepció del terme que la idea d'extermini es connectava amb l'expressió "extermini de nacions idòlatres". El terme herem tenia tot un espectre d'aplicacions. L'anatema o herem era una persona o objecte irrevocablement devot o dedicat a les coses mundanes i, per tant, implicava la idea de «destinat a la destrucció».
Alguns erudits van aplicar al terme anatema el significant d'«objecte maleït». Hi ha, com sempre, un enfocament alternatiu: que la paraula grega anathema, en aquests passatges, va ser usada pels traductors de la Septuaginta grega per significar «ofrena a Déu», sense les connotacions negatives, però això és un tema encara en discussió.
El punt de vista tradicional és que, al Nou Testament, la paraula anatema sempre implica deshonra, exclusió i càstig. En alguns casos, un individu pronuncia un anatema sobre la seva persona si en si mateix valora certes condicions inconcluses.
Sota una mirada alternativa, de tota manera, la paraula anatema en el Nou Testament va ser utilitzada inicialment en relació amb el seu significat original d'ofrena a Déu.
Sant Pau, a la Carta als romans, 9: 3, usa l'expressió anatema amb el significat «separat de Crist» -exclòs de la companyia o aliança amb Crist-, fet que ha ocasionat moltes dificultats interpretatives. El concepte tradicional és que l'apòstol aquí no expressa un desig en si, sinó que intenta transmetre un sentiment vehement, mostrant com era de fort el seu anhel per la salvació de la seva gent. Sota una mirada alternativa, sant Pau està expressant el desig d'"oferir-se a Déu" per Crist.
El punt de vista tradicional és que la paraula anatema a la Primera carta als corintis 16: 22 denota que tots aquells que no estimen el Senyor són objecte d'odi i repulsió de tots els sants: són culpables d'un crim que mereix la més severa condemna. Estan exposats a la sentència de "destrucció definitiva del Senyor". El punt de vista alternatiu és que Pau està dient que aquells que no estimen el Senyor haurien de ser oferts a Déu.
Amb el transcurs del temps, per a l'Església catòlica el terme anatema va significar una forma d'extrema sanció religiosa sota pena d'excomunicar. La primera constància que hi ha de l'aplicació de l'anatema fou en el Concili d'Elvira (c. 306), i a partir de llavors va esdevenir la forma més comuna per senyalar i eliminar heretges. Per exemple, al sínode de Gangra (c. 340) es va declarar que el maniqueisme era anatema. Ciril I d'Alexandria va emetre doce Anathema contra Nestori el 431. Al segle v va efectuar-se una distinció formal entre "anatema" i "excomunió", en què l'excomunió establia excloure una persona o grup de persones del ritu de l'eucaristia i l'assistència al culte, mentre que l'anatema significava una separació completa del subjecte respecte del cos de Crist. Mentre que l'"excomunió menor" es refereix a un excomunicat, i l'"excomunió major" pot ser imposada per qualsevol bisbe, l'"anatema" era imposat pel mateix papa en una cerimònia especial, anomenada Pontificale Romanum, vestint una capa porpra (el color litúrgic de la penitència), i portant a la mà un ciri encès, ell, envoltat de 12 sacerdots, també amb ciris encesos, pronunciava l'anatema, amb una fórmula que concloïa amb les següents paraules:

"Per tant, en nom de Déu Totpoderós, Pare, Fill i Esperit Sant, de Sant Pere, Príncep dels Apòstols, i de tots els sants, en virtut del poder que ens ha estat atorgat de lligar i deslligar, en el cel i la terra, privem (nom de la persona que rep l'anatema) i tots els seus còmplices i els que li prestin ajuda, de la Comunió del Cos i de la Sang de Nostre Senyor, el separem de la societat de tots els cristians, que excloem del si de la nostra Santa Mare l'Església, en el cel i en la terra, el declarem excomunicat i anatematitzat, i el jutgem condemnat al foc etern amb Satanàs i els seus àngels i tots els heretges, mentre no trenqui les cadenes del dimoni, faci penitència i satisfaci l'Església; l'enviem a Satanàs perquè mortifiqui el seu cos, però que la seva ànima pugui ser salvada el dia del Judici." 

Els sacerdots responen en llatí: "Fiat, fiat, fiat" (Que així sigui), i tots, inclòs el pontífex, posen els seus ciris encesos a terra. S'enviava la notícia escrita a tots els sacerdots i bisbes propers de l'excomunicat i la causa de la seua excomunió, perquè no tinguessin cap comunicació amb ell. Tot i ser enviat al diable i els seus àngels, encara pot i està obligat a penedir-se. El Papa proveeix la forma per absoldre'l i reconciliar amb l'Església. El Pontificale Romanum estableix la forma per l'absolució i reconciliació amb l'Església.

## De l'anatema al diàleg
La tendència tant en l'Església catòlica com en l'Església Ortodoxa va ser, a l'antiguitat, la de fer servir l'anatema contra aquells que posaven en dubte les normes de fe acordades o les decisions del papa o del patriarca, respectivament. Des del segle xix aquesta tendència va canviar cap al diàleg, ja que la història havia demostrat que gairebé mai els qui eren anatematitzats desistien de la seva actitud. El perfil psicològic d'aquestes persones és el de qui necessita ser convençut amb raonaments.
El Papa que va donar el primer pas per trencar amb el passat fou Pius IX amb la convocatòria del Concili Vaticà I i posteriorment amb l'elaboració del Codi de Dret Canònic publicat per primera vegada el 1917. Mentre que en el passat la paraula del papa era aplicada o no a conveniència dels governants i segons les conviccions personals dels clergues, a partir de Lleó XIII la figura del cap de l'Església ha estat respectada i el prestigi moral va augmentar.
El codi de Dret Canònic, que va abolir totes les penes eclesiàstiques no esmentades en el mateix codi (cànon 6), va fer l'"anatema" sinònim d'"excomunió" (cànon 2257). El ritual abans descrit no s'inclou en el Pontificale Romanum posterior al concili del Vaticà II.